# Amt Neuhaus
Amt Neuhaus ist eine Gemeinde im niedersächsischen Landkreis Lüneburg, die am 1. Oktober 1993 gebildet wurde. Die in dieser Einheitsgemeinde Amt Neuhaus aufgegangenen Gemeinden gehörten von 1945 bis zum 29. Juni 1993 zum mecklenburg-vorpommerschen Landkreis Hagenow. Der Name erinnert an das alte Amt Neuhaus, das in fast identischen Grenzen als Verwaltungsbezirk im Königreich Hannover bestand.

## Geografie

### Geografische Lage
Das Gebiet der Gemeinde liegt im Elbe-Urstromtal nördlich des Naturparks Wendland.Elbe und gehört selbst komplett zum Biosphärenreservat Niedersächsische Elbtalaue. Im nördlichen Bereich wird die Gemeinde von der Sude durchquert. In die Sude mündet bei Sückau die Rögnitz, nachdem sie von Südosten auch das Gemeindegebiet durchflossen hat. Hauptfließgewässer in der Gemeinde ist neben der Elbe, die die südwestliche Gemeindegrenze bildet, die parallel dazu verlaufende Krainke. Diese entspringt westlich von Woosmer in Mecklenburg und fließt nordwestlich bis zur Mündung in die Sude durch die meisten Orte der Gemeinde, so durch Tripkau, Kaarßen, Zeetze, Stapel und Neuhaus entlang der Carrenziener Heide, einem etwa 4500 Hektar großen Waldgebiet. Dem Verlauf der Krainke folgt auch die Bundesstraße 195. Zwischen der Straße und der Elbe wird die Gemeinde durch Wiesen geprägt, die durch zahlreiche Kanäle und Gräben entwässert werden. Diese Wiesengebiete befinden sich auf einer Höhe von meist etwa 10 m ü. NHN. Der höchste Punkt der Gemeinde liegt mit 35,7 m ü. NHN im bewaldeten Flugsanddünengebiet der Carrenziener Heide nördlich von Stixe.

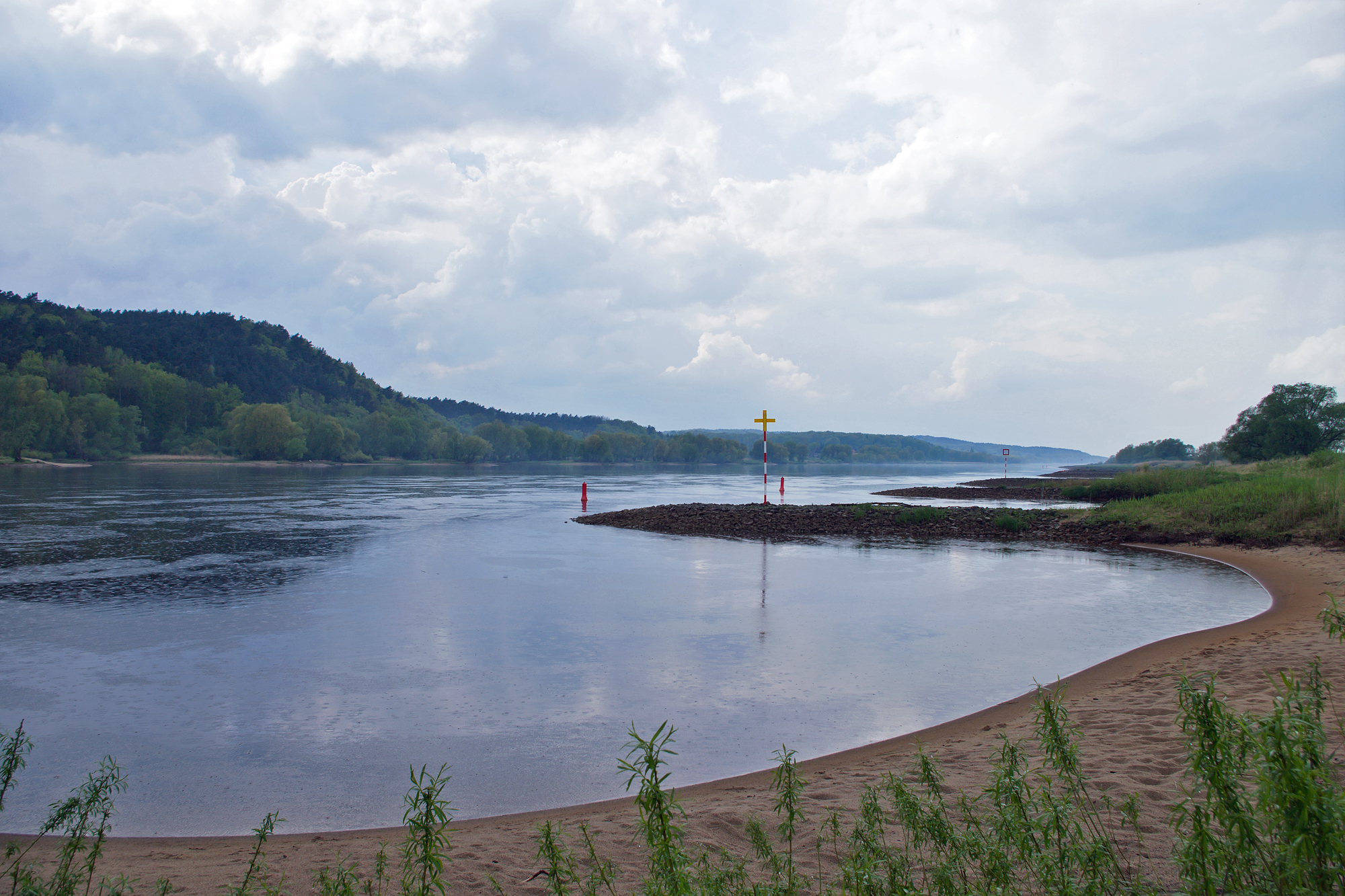
Elbe im Amt Neuhaus (rechtes Ufer)
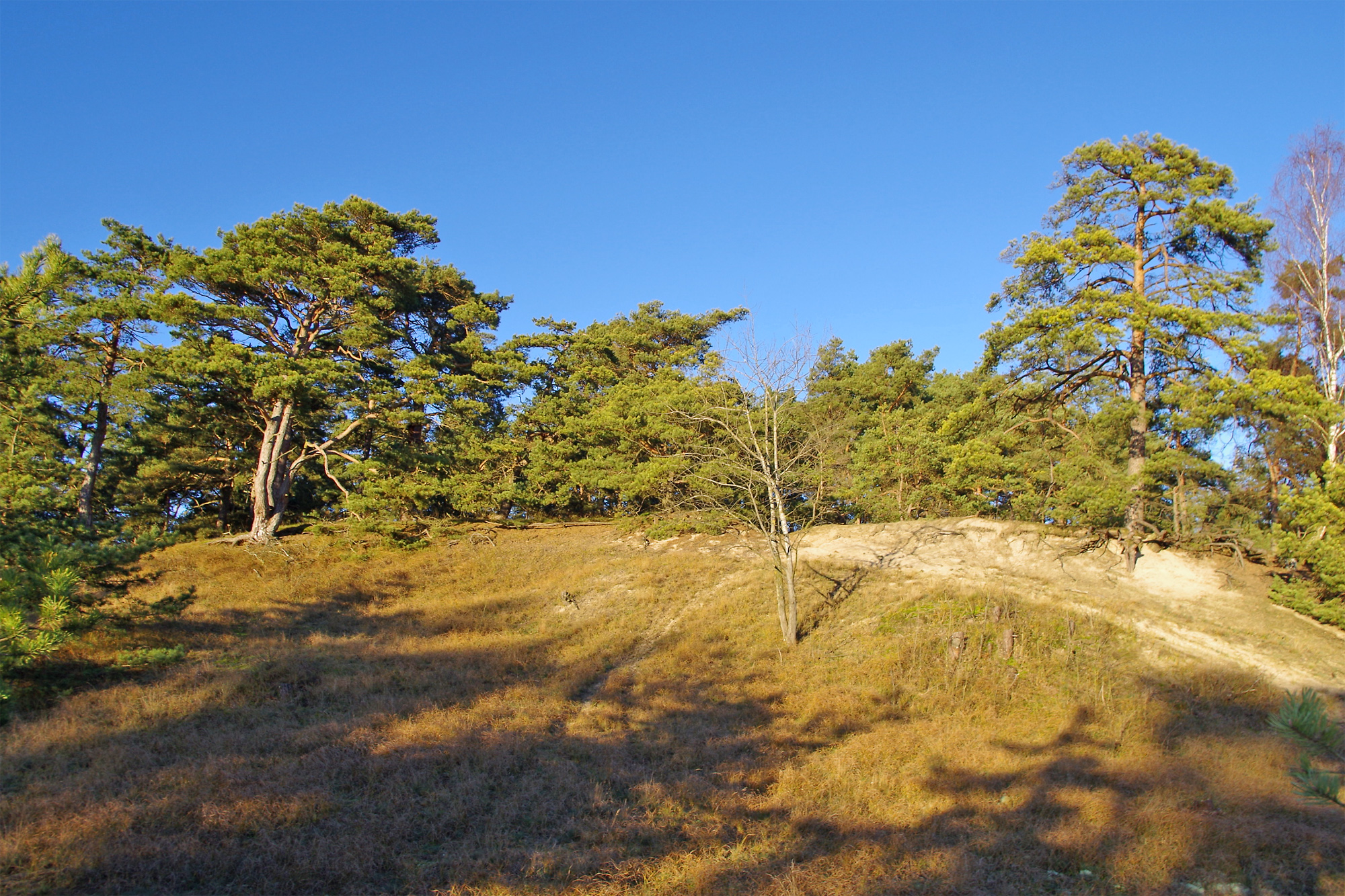
Carrenziener Heide mit bewaldeten Dünen
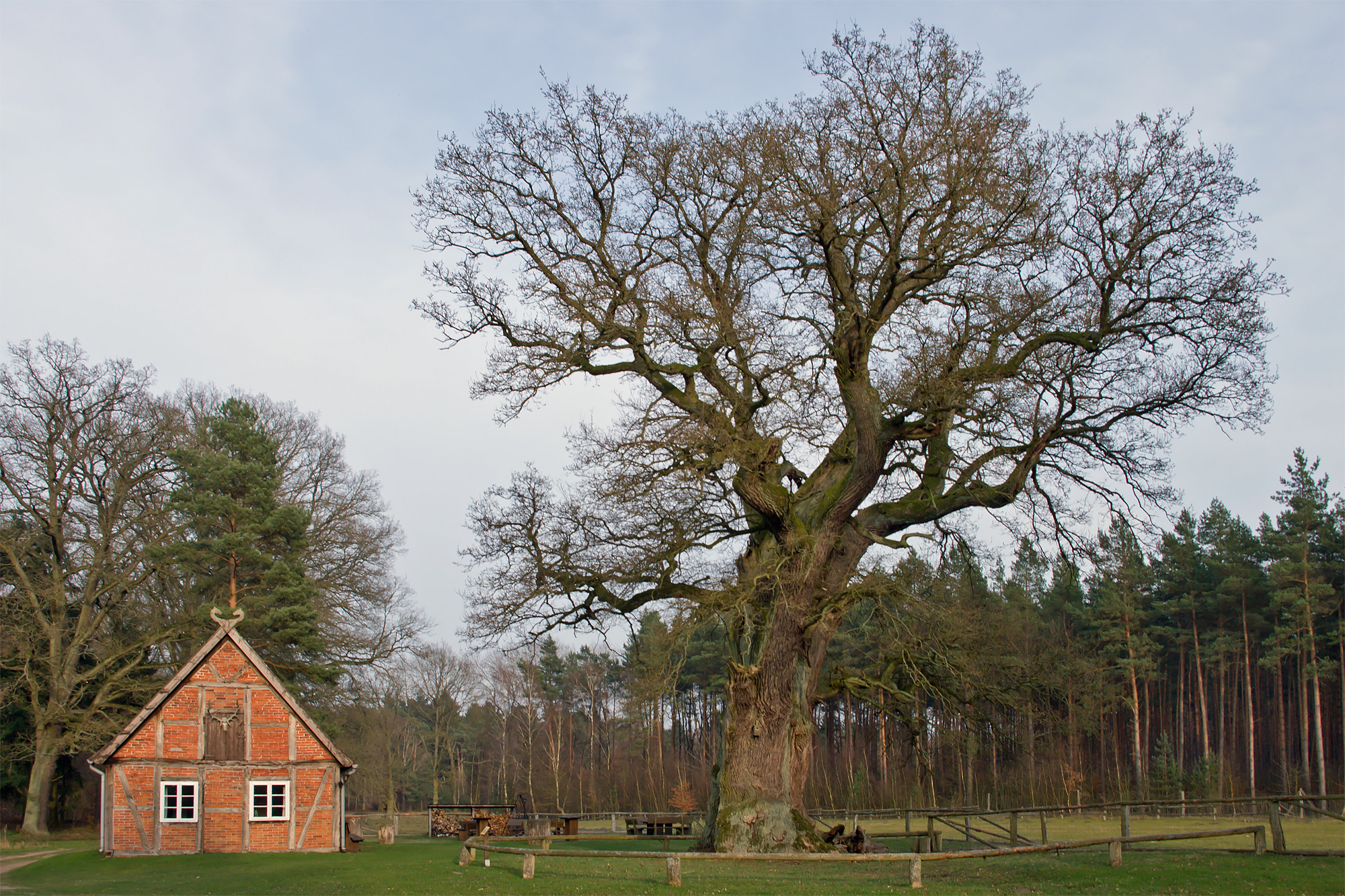
„700-jährige Eiche“ beim Forsthof „Grüner Jäger“
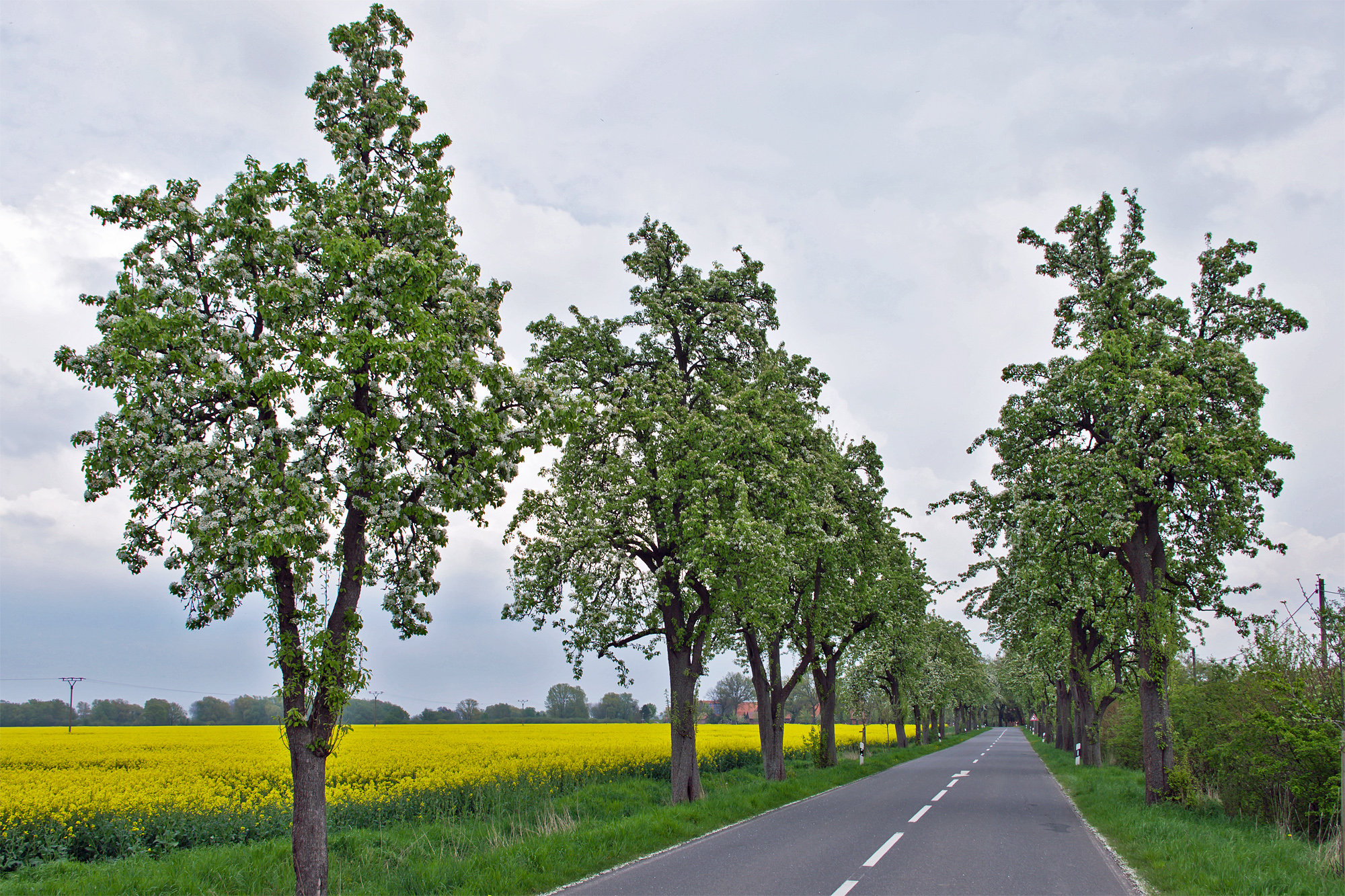
Landschaftstypische Obstbaumallee

### Gemeindegliederung

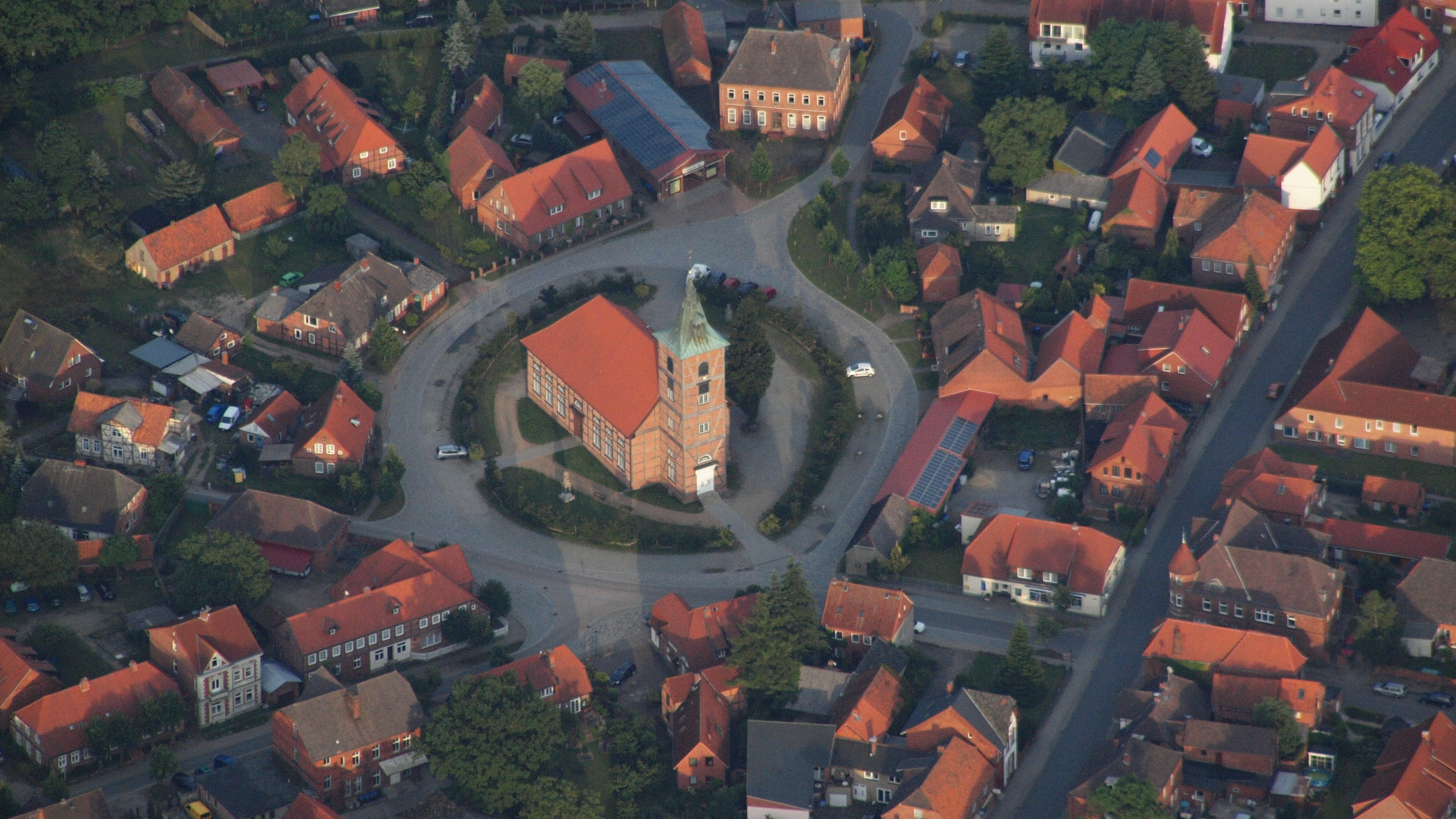
Ortszentrum von Neuhaus, Luftaufnahme (2014)

Die Gemeinde Amt Neuhaus ist eine Einheitsgemeinde und besteht aus den sieben Ortschaften
- Dellien/Sückau, mit Preten
- Haar, mit Darchau, Klein Banratz und Konau
- Kaarßen, mit Bitter, Brandstade, Herrenhof, Laave, Privelack, Rassau und Stixe
- Neuhaus, mit Rosien
- Stapel, mit Gutitz, Pommau, Vockfey und Zeetze
- Sumte mit Gülstorf, Krusendorf, Neu Garge, Niendorf, Stiepelse und Viehle
- Tripkau, mit Bohnenburg, Gosewerder, Laake, Pinnau, Raffatz, Strachau, Wehningen und Wilkenstorf

## Geschichte

### Altes Amt Neuhaus: 1689–1945

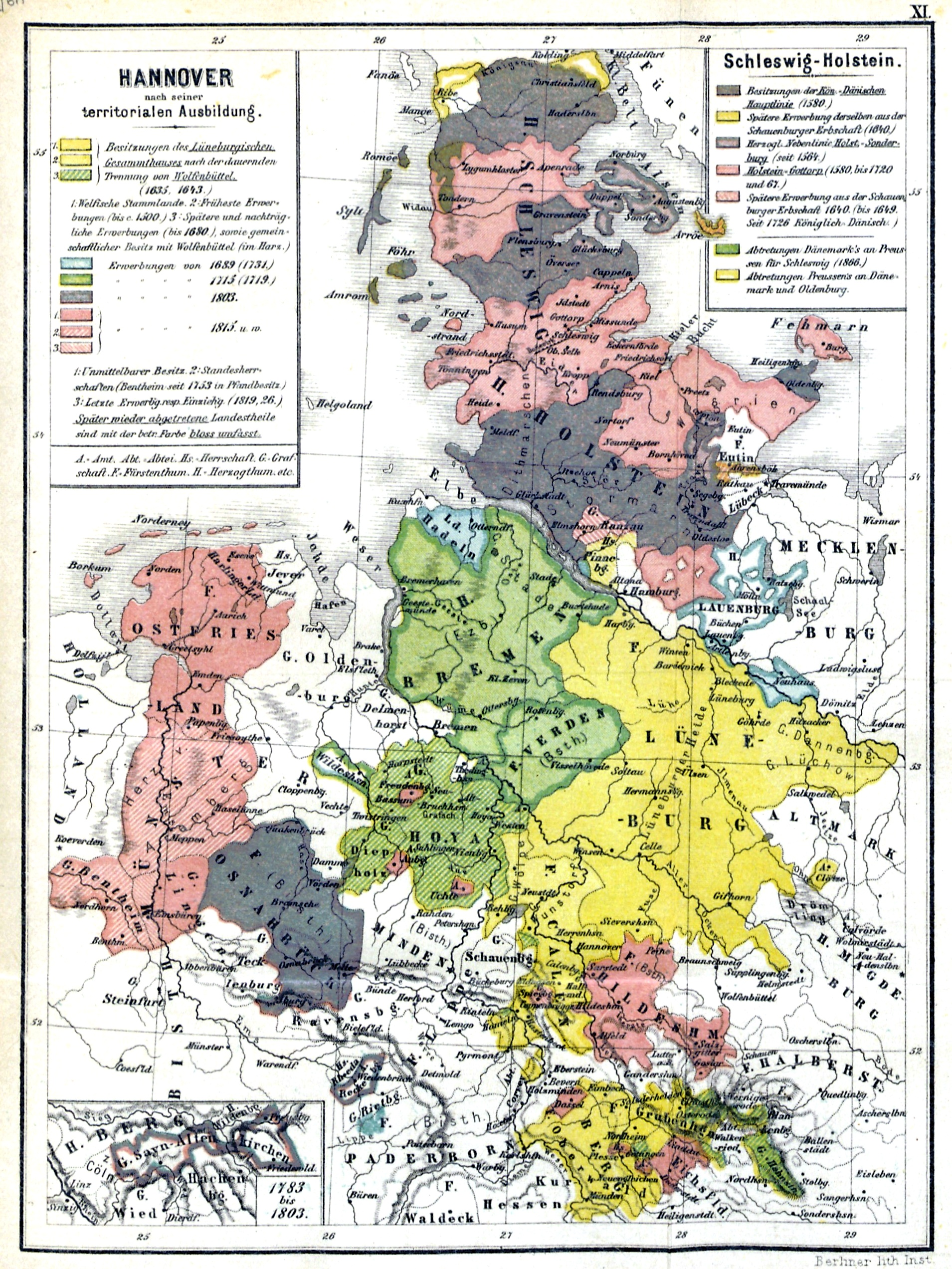
Amt Neuhaus (blau; 1689–1810/15 noch mit dem 1810/15 abgetretenen Lauenburg) im Kurfürstentum Hannover (1692–1810) und dem Königreich Hannover (1814–1866)

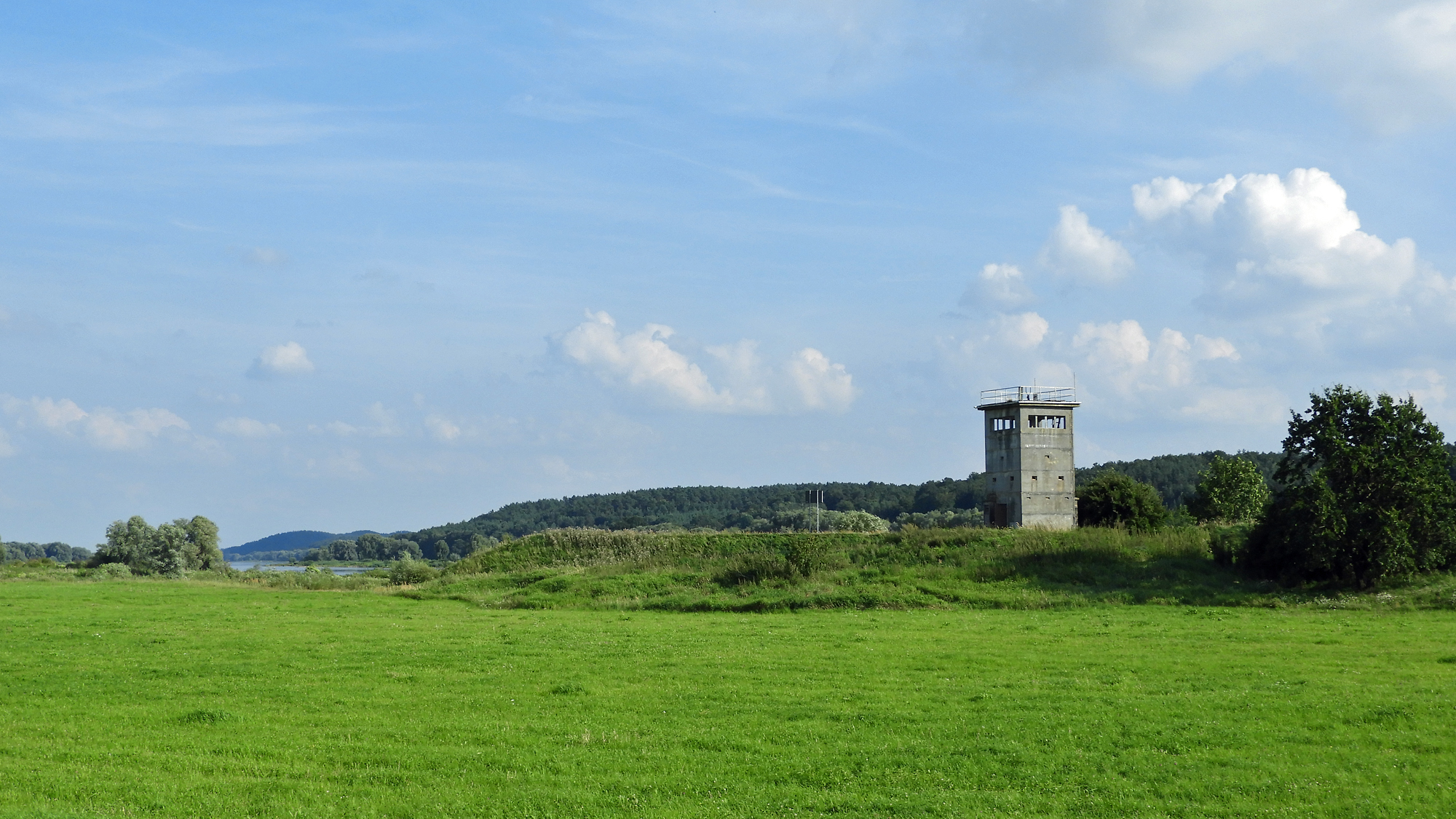
Ruine eines Grenzturms der DDR am Elbufer bei Darchau

Seit Beginn der Ostkolonisation gehörte das Amt Neuhaus mit der Burg Dartsingen/Darzing zum Herzogtum Sachsen-Lauenburg; nach dem Tode des letzten Askanierherzogs Julius Franz im Jahr 1689 entbrannte ein kurzfristiger Streit um den lauenburgischen Teil des ehemaligen Herzogtums zwischen dem Kurfürstentum Braunschweig-Lüneburg (Kurhannover) – das spätere Königreich Hannover – und dem damals dänischen Holstein, als Georg Wilhelm von Braunschweig-Lüneburg Ratzeburg befestigen ließ, was Holstein als Bedrohung seines Gebietes empfand. Erst im Hamburger Vergleich von 1693 kam daher das Gebiet des ehemaligen Herzogtums endgültig zum späteren Königreich Hannover. Bereits 1698 wurde das alte askanische Schloss Neuhaus abgerissen; die Steine wurden für den Bau des Jagdschloss Göhrde verwendet.
Amtmänner in dieser Zeit waren unter anderen:
- ab 1685: Johann Mathias Ritter, Amtmann
- bis 1739: Gustav Ernst Schmidt (1691–1739), Amtmann
- 1740–1764: Johann Wilhelm von Reinbeck (1691–1764), Amtsschreiber, ab 1750 Oberamtmann
- 1779–1783: Johann Wilhelm Rabius (1746–1802), Amtsschreiber

1810 wurde Kurhannover in das napoleonische Königreich Westphalen eingegliedert und verlor dabei das Herzogtum Lauenburg an das gleichfalls napoleonische Department der Elbmündungen. Als sich 1814/15 in Folge des Wiener Kongresses das Königreich Hannover konstituierte, trat es daher das Herzogtum Lauenburg an Dänemark ab, lediglich das Amt Neuhaus verblieb bei Hannover. 1820 wurden Sumte und Krusendorf ins Gebiet des Amtes Neuhaus eingegliedert und 1852 das Amtsgericht Neuhaus im Lauenburgschen eingerichtet. Das Königreich Hannover wiederum wurde 1866, in Folge des an der Seite Österreichs verlorenen Preußisch-Österreichischen Krieges als Provinz Hannover von Preußen annektiert, welches das Amt Neuhaus zum 1. April 1885 auflöste und das Gebiet in den Kreis Bleckede integrierte, der wiederum 1932 aufgelöst und in den Landkreis Lüneburg eingegliedert wurde.
Bis zum Ende des Zweiten Weltkrieges gehörte fast das gesamte ehemalige Gebiet des Amtes Neuhaus noch zum Landkreis Lüneburg und damit zu Hannover; nur das Dorf Niendorf (1974 in den heutigen Ortsteil Sumte eingemeindet) gehörte damals zum Land Mecklenburg. 

### 1945 bis 1992
Nach dem Zweiten Weltkrieg gehörte das ehemals hannoversche Gebiet zunächst kurzzeitig zur britischen Besatzungszone. Aus praktischen Gründen (keine Brücke über die Elbe und entsprechend zu erwartende Versorgungsschwierigkeiten) erfolgte aber im Juli 1945 im Zusammenhang mit dem Gebietstausch im Harz eine Übergabe an die sowjetische Besatzungszone, die 1949 in der Deutschen Demokratischen Republik aufging. Das Gebiet wurde dem damaligen Landkreis Hagenow zugeschlagen, ab 1952 Kreis Hagenow. Nach der politischen Wende in der DDR und der deutschen Wiedervereinigung am 3. Oktober 1990 wurde das Gebiet des früheren Amtes Neuhaus Teil des neu gegründeten Landes Mecklenburg-Vorpommern.

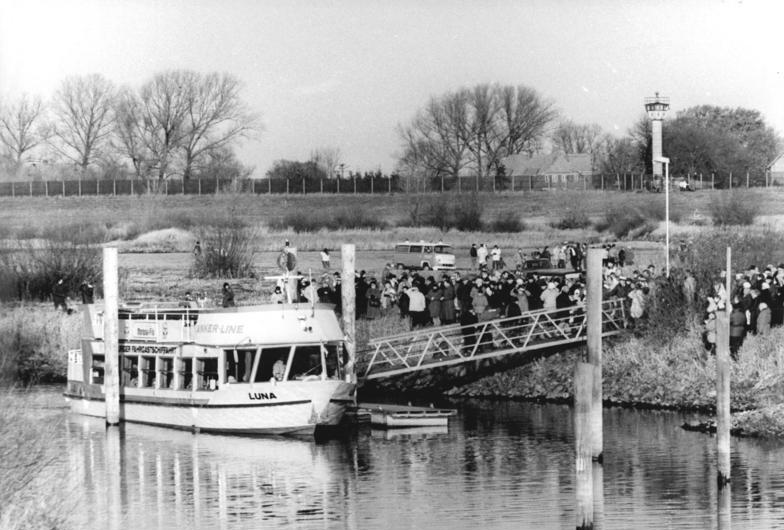
Einrichtung einer Elbfährverbindung im November 1989, im Hintergrund: Grenzbefestigungsanlagen entlang der Elbe

### Heutiges Amt Neuhaus seit 1992
Aus den acht bis dahin selbstständigen Gemeinden Dellien, Haar, Kaarßen, Neuhaus/Elbe, Stapel, Sückau, Sumte und Tripkau wurde am 31. März 1992 das Amt Neuhaus, gelegen im Landkreis Hagenow, neu gebildet. Die acht Gemeinderäte beschlossen jeweils einstimmig einen Wechsel zum Land Niedersachsen. Mit Wirkung zum 30. Juni 1993 wurden sie durch einen Staatsvertrag der Länder Mecklenburg-Vorpommern und Niedersachsen umgegliedert und in Niedersachsen dem Landkreis Lüneburg zugeordnet. Auch der historisch mecklenburgische Ort Niendorf, der am 1. Januar 1974 nach Sumte eingemeindet worden war, wechselte damit nach Niedersachsen. Zusammen mit den acht Gemeinden des Amtes Neuhaus wurden auch aus der Gemeinde Teldau die drei Ortsteile Neu Bleckede, Neu Wendischthun und Stiepelse nach Niedersachsen umgegliedert. Am 30. Juni 1993 wurden Neu Bleckede und Neu Wendischthun in die Stadt Bleckede eingemeindet und Stiepelse in die Gemeinde Sumte eingegliedert. Außerdem wurden die Gemeinden Dellien und Sückau in die Gemeinde Neuhaus/Elbe eingegliedert.
Ab 30. Juni 1993 bestand das bisherige Amt Neuhaus mit den sechs Gemeinden Haar, Kaarßen, Neuhaus/Elbe, Stapel, Sumte und Tripkau als niedersächsische Samtgemeinde weiter. Am 1. Oktober 1993 wurden die sechs Gemeinden der bisherigen Samtgemeinde Amt Neuhaus zu einer neuen Einheitsgemeinde zusammengefasst. Offizielle Ortsteile und Ortschaften sind heute Dellien, Haar, Kaarßen, Neuhaus, Stapel, Sumte und Tripkau. Stiepelse und Sückau haben diesen Status nicht. Obwohl die Gemeinde damit kein Amt mehr ist, blieb der Name Amt Neuhaus als Name für die Einheitsgemeinde bestehen.
Durch den geplanten Bau einer neuen Elbbrücke zwischen Darchau und Neu Darchau im Landkreis Lüchow-Dannenberg soll die Gemeinde besser an die Kreisstadt Lüneburg angebunden werden. Der Bau der Brücke ist allerdings umstritten. Naturschützer sehen das Biosphärenreservat Niedersächsische Elbtalaue in Gefahr.
Am 7. Juni 2009 fand eine Bürgerbefragung statt, bei der die Bürger über den Zusammenschluss der Gemeinde mit der Stadt Bleckede und den Gemeinden der Samtgemeinde Dahlenburg ihre Meinung äußern konnten. Während die Bürger im Amt Neuhaus und in Dahlenburg der Fusion jeweils zustimmten, wurde sie von denen der deutlich größeren Stadt Bleckede zu fast zwei Dritteln abgelehnt. Dies wurde seitens der Stadtverwaltung als Unwissen der Bürger dargestellt und deswegen wurde später eine zweite Befragung durchgeführt. Bei dieser war die Ablehnung seitens der Bleckeder jedoch noch deutlicher. Als einer der Hauptgründe für die Ablehnung gilt die Finanzsituation – während Bleckede vergleichsweise nur wenig Schulden hat, sind Dahlenburg und vor allem Neuhaus hoch verschuldet.
In der Region spricht man bis heute noch häufig Plattdeutsch.

## Politik
Amt Neuhaus gehört zum Landtagswahlkreis Elbe und zum Bundestagswahlkreis Lüchow-Dannenberg – Lüneburg.

### Gemeinderat
Der Rat der Gemeinde Amt Neuhaus besteht aus 14 Ratsmitgliedern. Die Ratsmitglieder werden durch eine Kommunalwahl für jeweils fünf Jahre gewählt.
Bei der Kommunalwahl 2021 ergab sich folgende Sitzverteilung:
| Gemeinderat 2021Insgesamt 14 Sitze - Linke: 2 - SPD: 2 - Unab.: 4 - FDP: 1 - CDU: 5 |

Vorherige Sitzverteilungen:
| Wahljahr                                           | Unab. | CDU | Linke | SPD | FDP | Gesamt   |
| 2016                                               | 5     | 4   | 2     | 2   | 1   | 14 Sitze |
| __________________________ Unab.: Die Unabhängigen |       |     |       |     |     |          |

### Bürgermeister
- 2011–Oktober 2019: Grit Richter (parteilos)
- seit November 2019: Andreas Gehrke (CDU)

### Wappen
|  | Blasonierung: „Das Wappen ist quadriert, es zeigt vorn oben (oben links) und hinten unten (unten rechts) das Rautenkranzwappen, ein eingeteiltes Wappenschild von Schwarz und Gold und belegt mit einem grünen Rautenkranz. Vorn unten auf rotem Feld das Bild der Neuhauser Burg und hinten oben auf rotem Grund in Silber das Niedersachsenross“ |
|  | |

### Partnerschaft
Seit 2006 bestehen partnerschaftliche Beziehungen zur polnischen Kleinstadt Ryn in der Woiwodschaft Ermland-Masuren.

## Kultur und Sehenswürdigkeiten

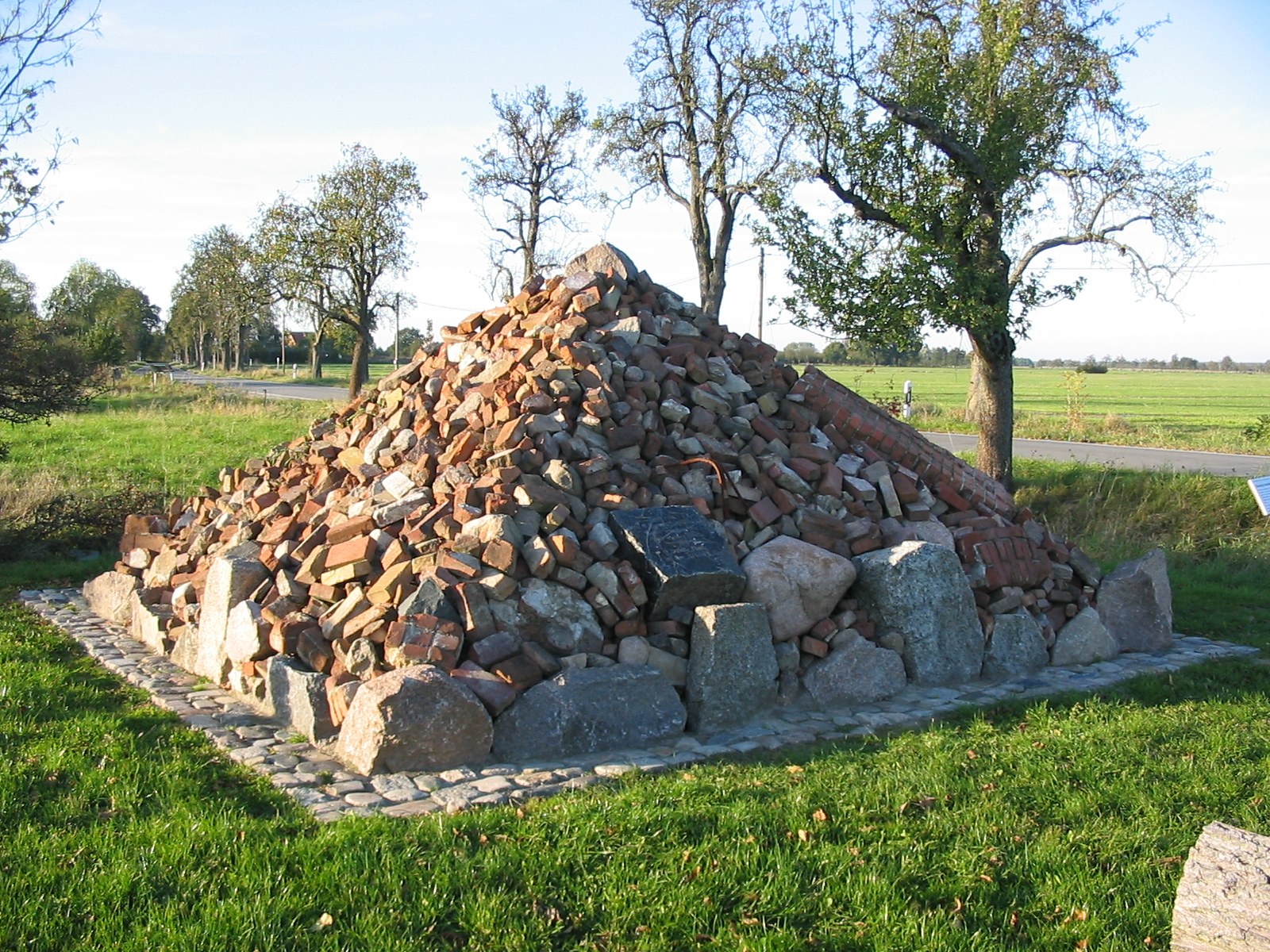
Denkpyramide im Ortsteil Vockfey

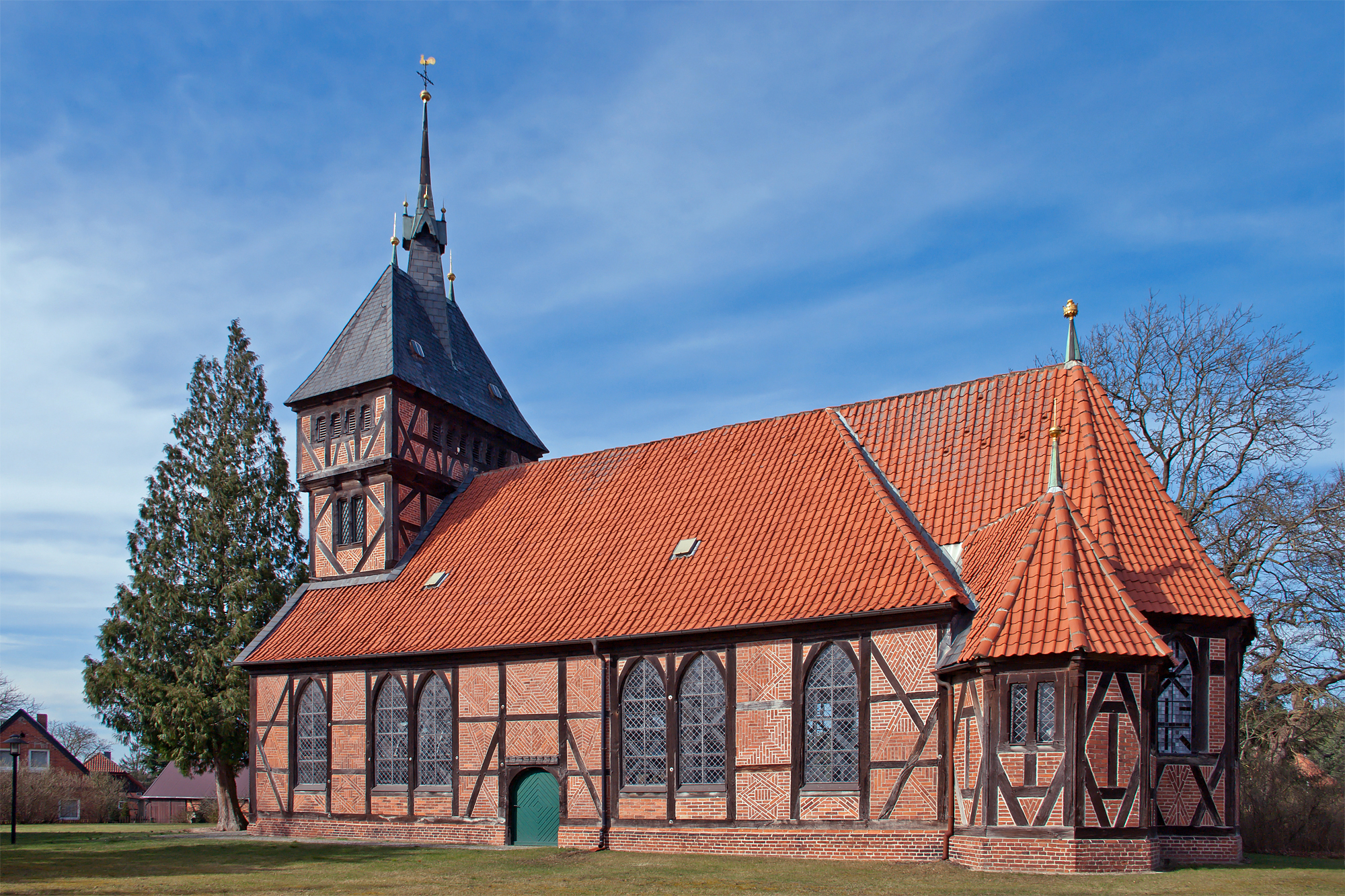
St. Mariä in Tripkau

### Museen
- Das Heimatmuseum im alten Pforthaus zeigt Vergangenheit und Gegenwart der Gemeinde. Der ehemalige Lehrer und Ortschronist Werner Hüls (* 1926) und der Bürgerbegegnungsverein betreuen Dauer- und Sonderausstellungen (u. a. zum Thema Zwangsaussiedlungen im Sperrgebiet der DDR).
- Die Storkenkate als Informationsstätte der Stiftung „The Stork Foundation – Störche für unsere Kinder“.

### Bauwerke
- Das Dorf Konau bildet mit dem angrenzenden Dorf Popelau ein einheitliches Marschhufendorf mit seinen parallel nebeneinander liegenden niedersächsischen Zweiständer-Hallenhäusern, deren Wohngiebel zum Deich weisen und mit zur Hofkoppel und zur Feldmark zeigendem Wirtschaftsteil, Stallungen, Scheunen und Remisen. Es gilt als eines der besterhaltenen Dörfer dieser Art. Eine interessante DDR-Baugeschichte weist auch die höher gelegene kleine St.-Lukas-Kapelle auf. Sie ist das einzige Kirchengebäude, das im damaligen Sperrgebiet errichtet wurde. Das denkmalgeschützte Dorf liegt direkt am Deich inmitten des Biosphärenreservats Niedersächsische Elbtalaue.
- Aus 2004 bei Deichbauarbeiten an der Elbe gefundenen Mauerresten eines zu DDR-Zeiten abgetragenen Teils des Dorfes Vockfey wurde eine Denkpyramide und eine Dokumentationsstätte errichtet, die an Zwangsaussiedlungen und Einebnung erinnern sollen.
- Die Kirche St. Mariä in Tripkau ist bekannt für ihren ausgefallenen Innenraum. In Tripkau gab es bereits 1618 eine Kirche. Dieser Bau wurde 1757 durch eine Fachwerkkirche ohne Turm ersetzt. Die heutige Kirche entstand 1864, als das Bauwerk um einen Chor, eine Sakristei und einen Turm erweitert wurde. Nach einer grundlegenden Renovierung wurde die Kirche 1998 wieder eingeweiht.
- Die Reste von Burg Neuhaus in Neuhaus stammen von dem alten Herzogsschloss, das 1719 abgetragen wurde. Aus dem Baumaterial wurden das Jagdschloss Göhrde und das Gutshaus Blücher erbaut.
- Die Marienkapelle in Stiepelse ist ein Bauwerk aus der Mitte des 19. Jahrhunderts, das bis 1997 renoviert wurde.

### Naturdenkmäler

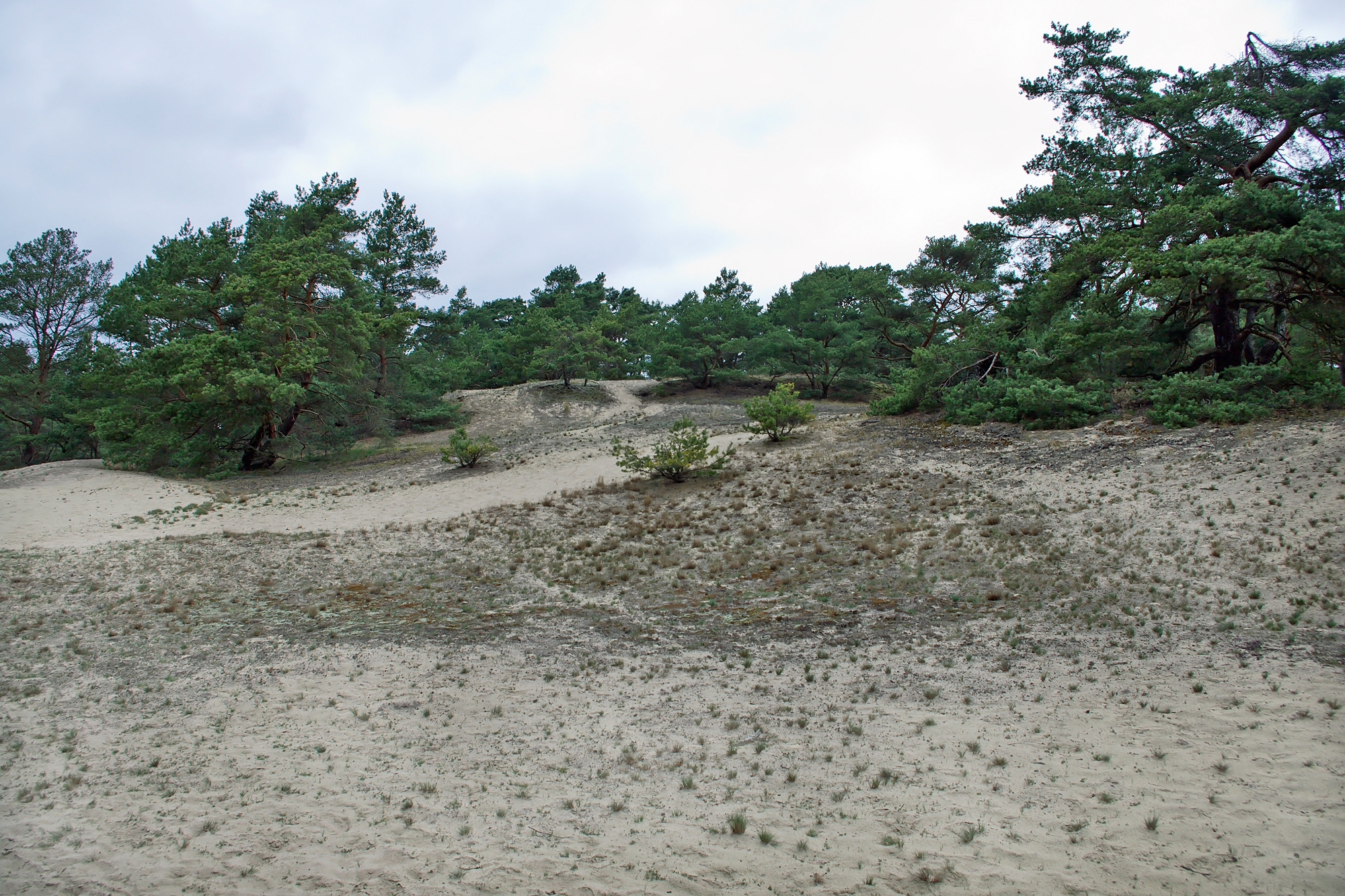
Wanderdüne

- Die Stixer Wanderdüne umfasst eine Fläche von etwa 9½ Hektar. Verschüttete Kiefern zeugen von der noch heute bestehenden Aktivität der Düne.

## Verkehr

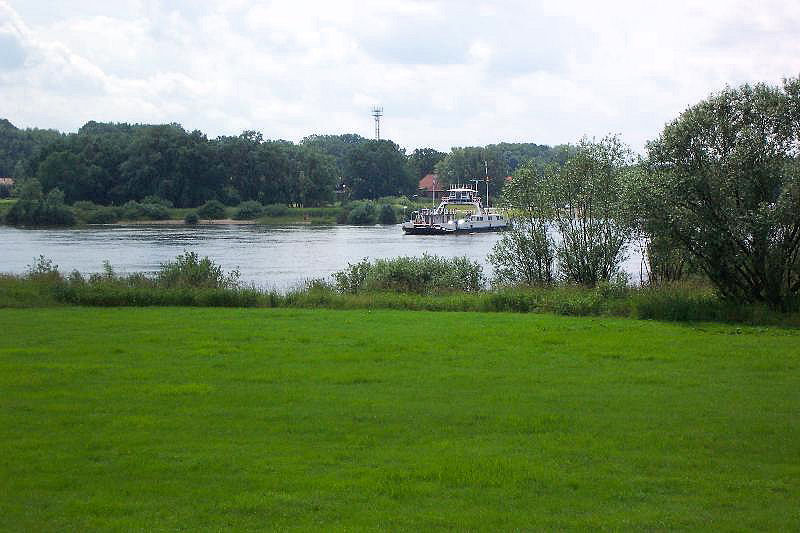
Elbfähre Darchau – Neu Darchau

### ÖPNV
Der Busverkehr innerhalb des Gebietes Amt Neuhaus und die Verbindungen zum nordöstlichen Nachbarkreis Ludwigslust-Parchim werden von der Verkehrsgesellschaft Ludwigslust-Parchim mbH (VLP) angeboten. Das Amt Neuhaus gehört, wie der gesamte Landkreis Lüneburg, zum Hamburger Verkehrsverbund (HVV). Da es aber keine durchgängigen öffentlichen Nahverkehrslinien vom Rest des Verbundgebietes in das Amt Neuhaus gibt und innerhalb des Amtes der Busverkehr überwiegend dem Schülerverkehr dient, werden nur HVV-Zeitkarten im Amt Neuhaus anerkannt, aber keine HVV-Einzel- oder Tageskarten. Diese werden daher auch nicht in den Bussen verkauft. Die Fährüberfahrt ist nicht im HVV.

### Eisenbahn
Die Ortschaft Neuhaus besaß eine 1968 im Personenverkehr stillgelegte und 1972 abgebaute Eisenbahn-Stichverbindung an die Berlin-Hamburger Bahn.

### Straße
Das Amt Neuhaus wird von der Bundesstraße 195 in Südost-Nordwest-Richtung durchquert. Durch zwei Fähren über die Elbe bestehen Verbindungen an das übrige Niedersachsen. Die Fähre Amt Neuhaus verbindet Bleckede und dessen rechtselbischen, an das Amt Neuhaus grenzenden Ortsteil Neu Bleckede im Landkreis Lüneburg. Die Elbfähre Tanja verkehrt zwischen Darchau und Neu Darchau im Landkreis Lüchow-Dannenberg. Ein geplanter Brückenbau bei Neu Darchau verzögerte sich unter anderem aufgrund von Rechtsstreitigkeiten zunächst um Jahre. Im Juli 2015 beschloss der Kreistag des Landkreises Lüneburg, auf den Bau der Elbbrücke aus Kostengründen zu verzichten. Vorher waren Versuche gescheitert, vom Land Niedersachsen einen höheren Zuschuss als ursprünglich zugesagt zu erhalten und/oder das Land Mecklenburg-Vorpommern zu einer Mitfinanzierung zu bewegen.

## Religion

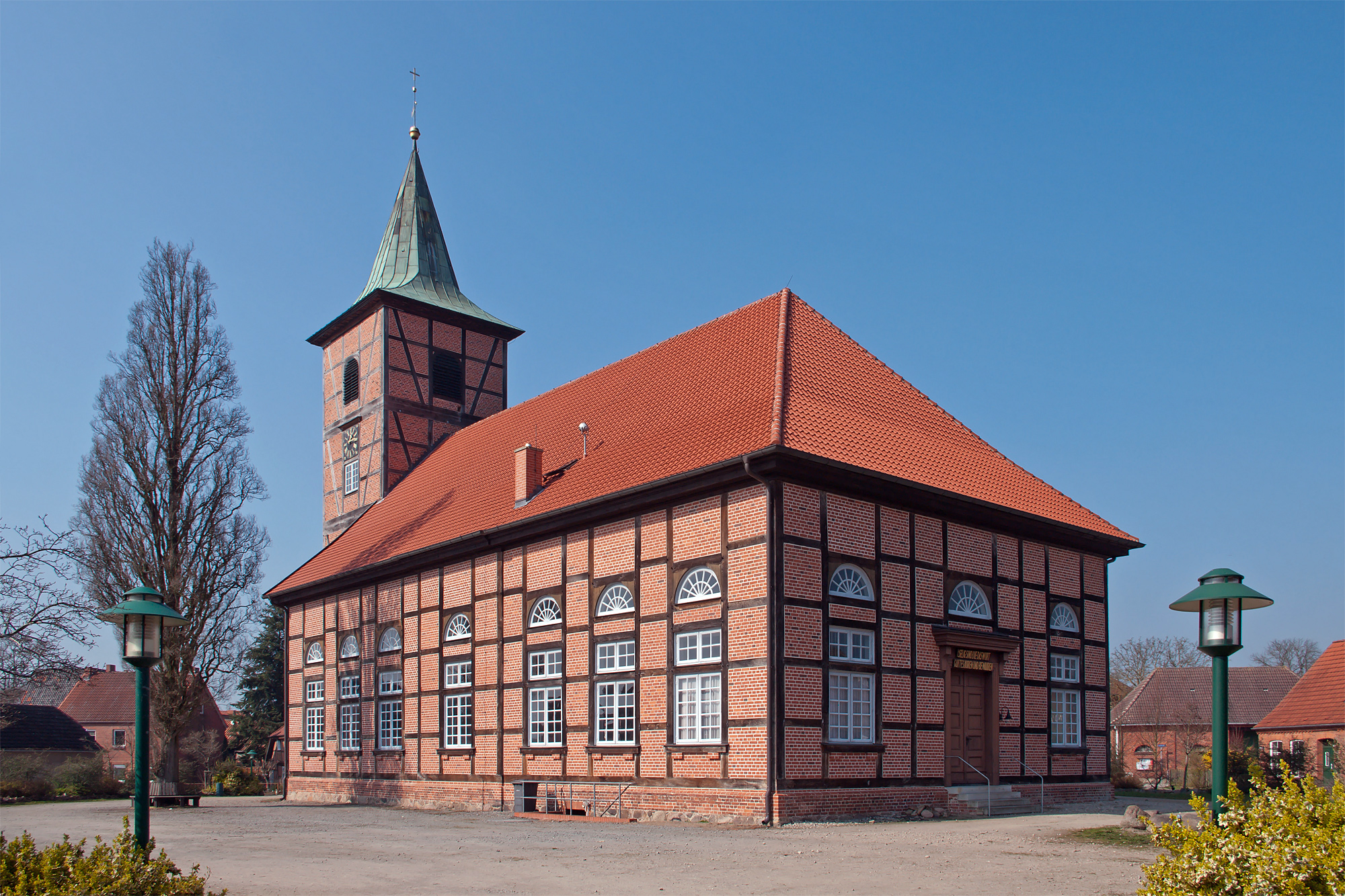
Evangelische Kirche in Neuhaus

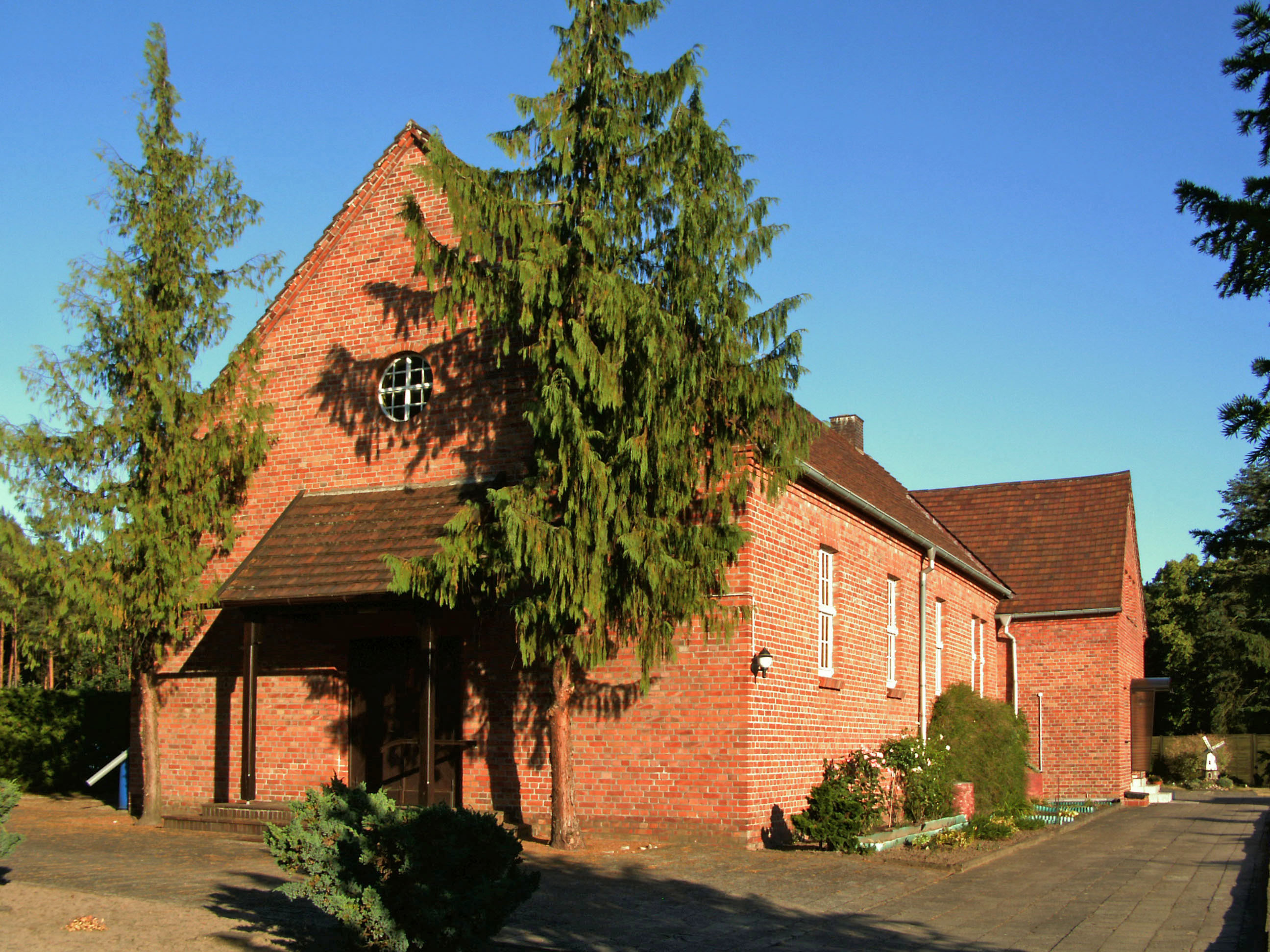
Kath. Kirche in Neuhaus

In der Ortschaft Neuhaus befinden sich je eine evangelische und katholische Kirche.
Die evangelische Kirche, ausgeführt in Fachwerkbauweise, befindet sich auf dem Kirchplatz. Ihre Kirchengemeinde gehört zum Kirchenkreis Bleckede im Sprengel Lüneburg. Weitere evangelische Kirchen sind in zur Gemeinde Amt Neuhaus gehörenden Ortsteilen vorhanden.
Die katholische Kirche Mariä Himmelfahrt an der Kirchstraße wurde von Josef Fehlig konzipiert und 1951 vom Hildesheimer Bischof Joseph Godehard Machens eingeweiht. Sie gehörte auch während der DDR-Zeit zum westdeutschen Bistum Hildesheim, war jedoch dem Apostolischen Administrator von Schwerin unterstellt. Heute gehört die Kirche zur Pfarrgemeinde St. Maria Königin vom hl. Rosenkranz in Bleckede.

Weitere Kirchen und Kapellen im Amt Neuhaus
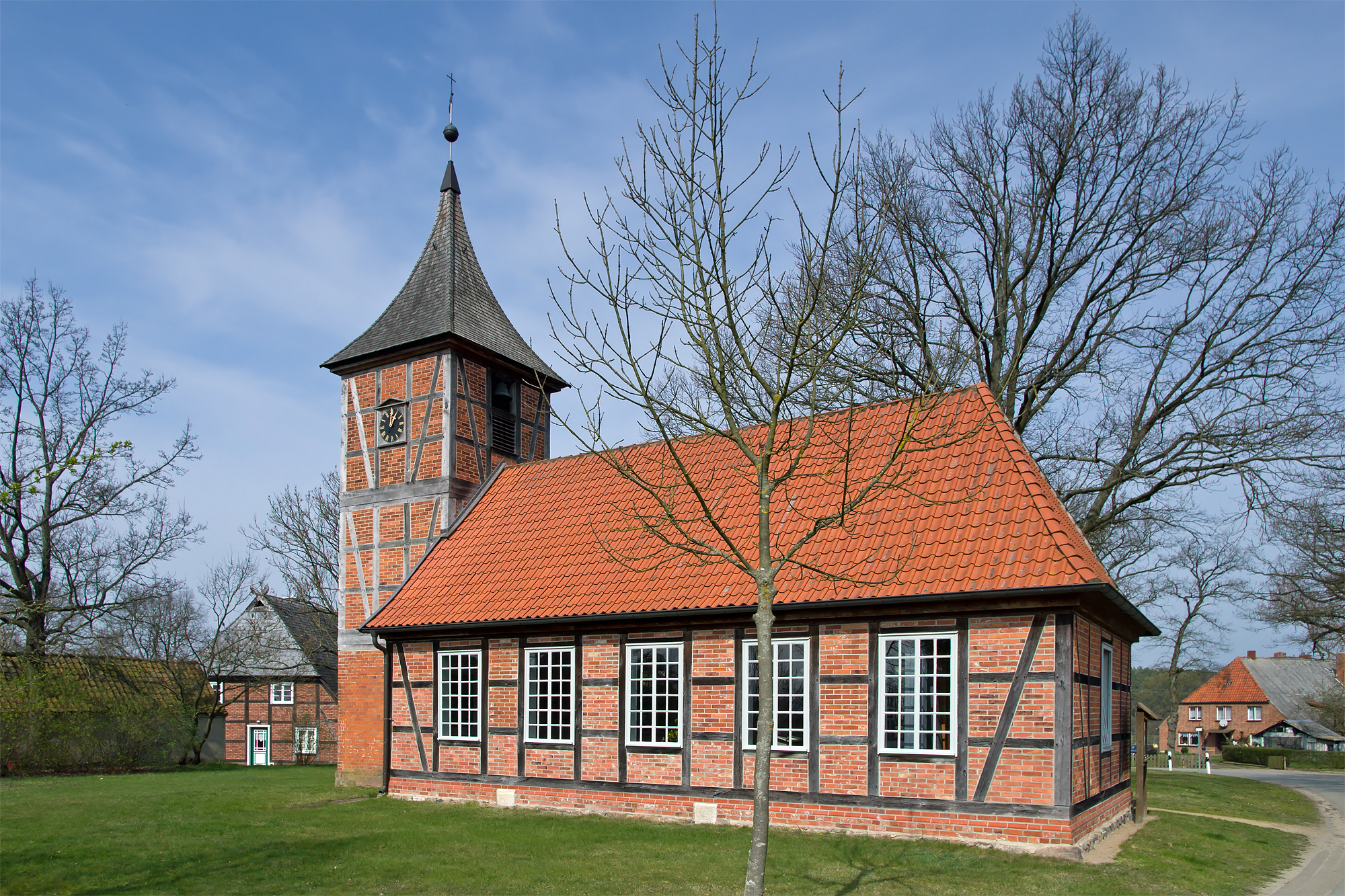
St.-Nicolai-Kapelle in Haar
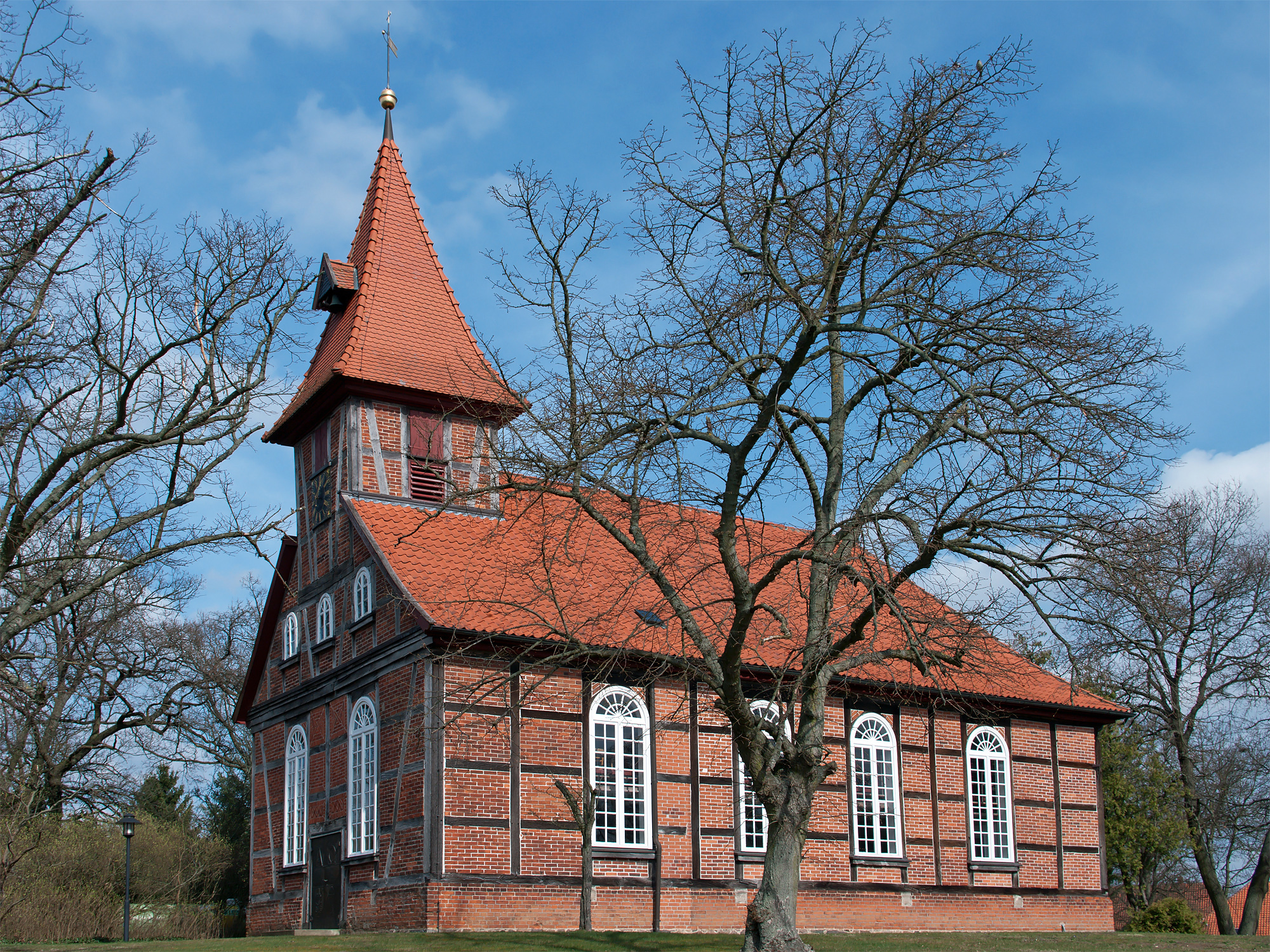
St.-Marien-Kirche in Kaarßen
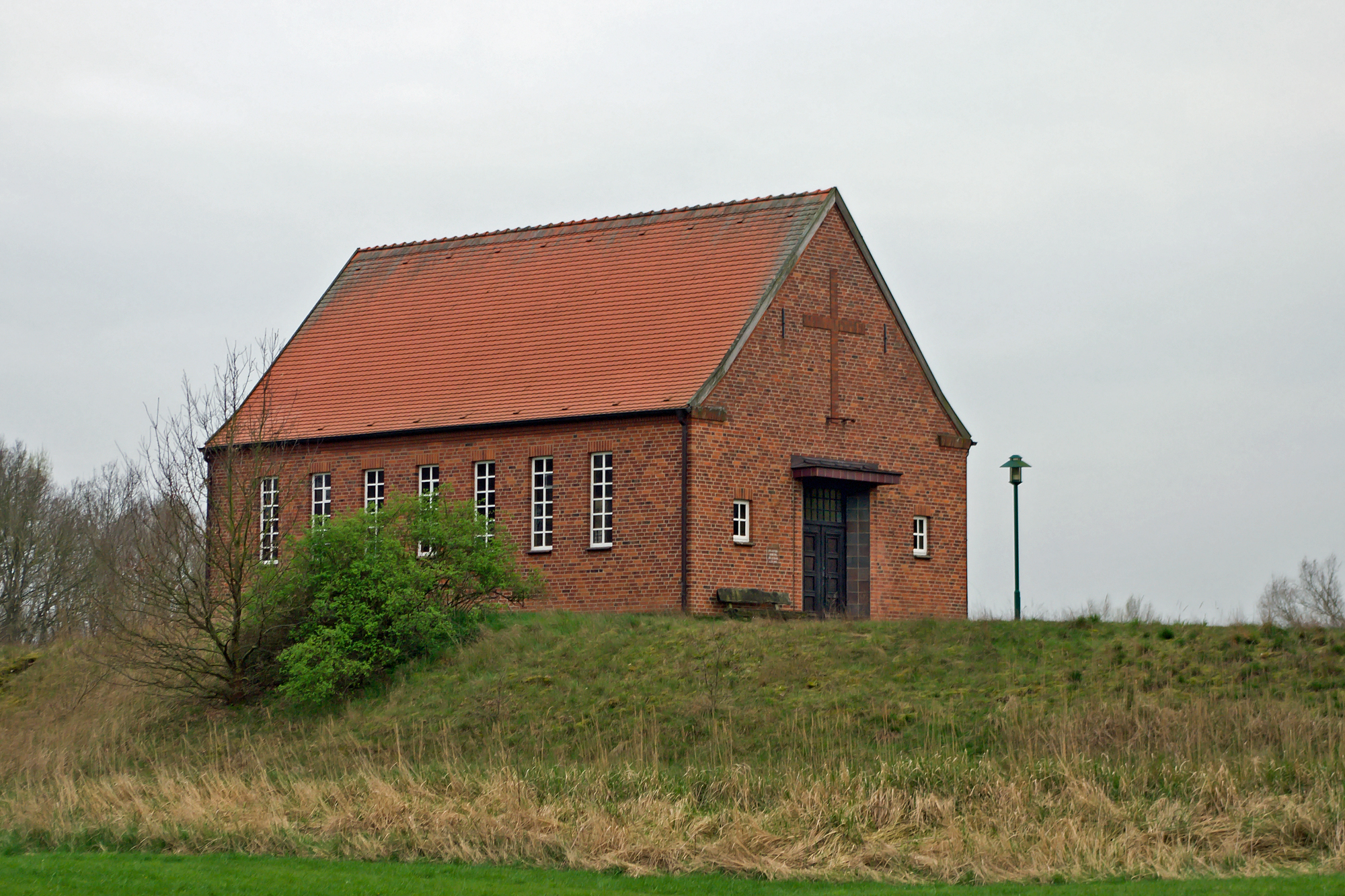
St.-Lukas-Kapelle in Konau
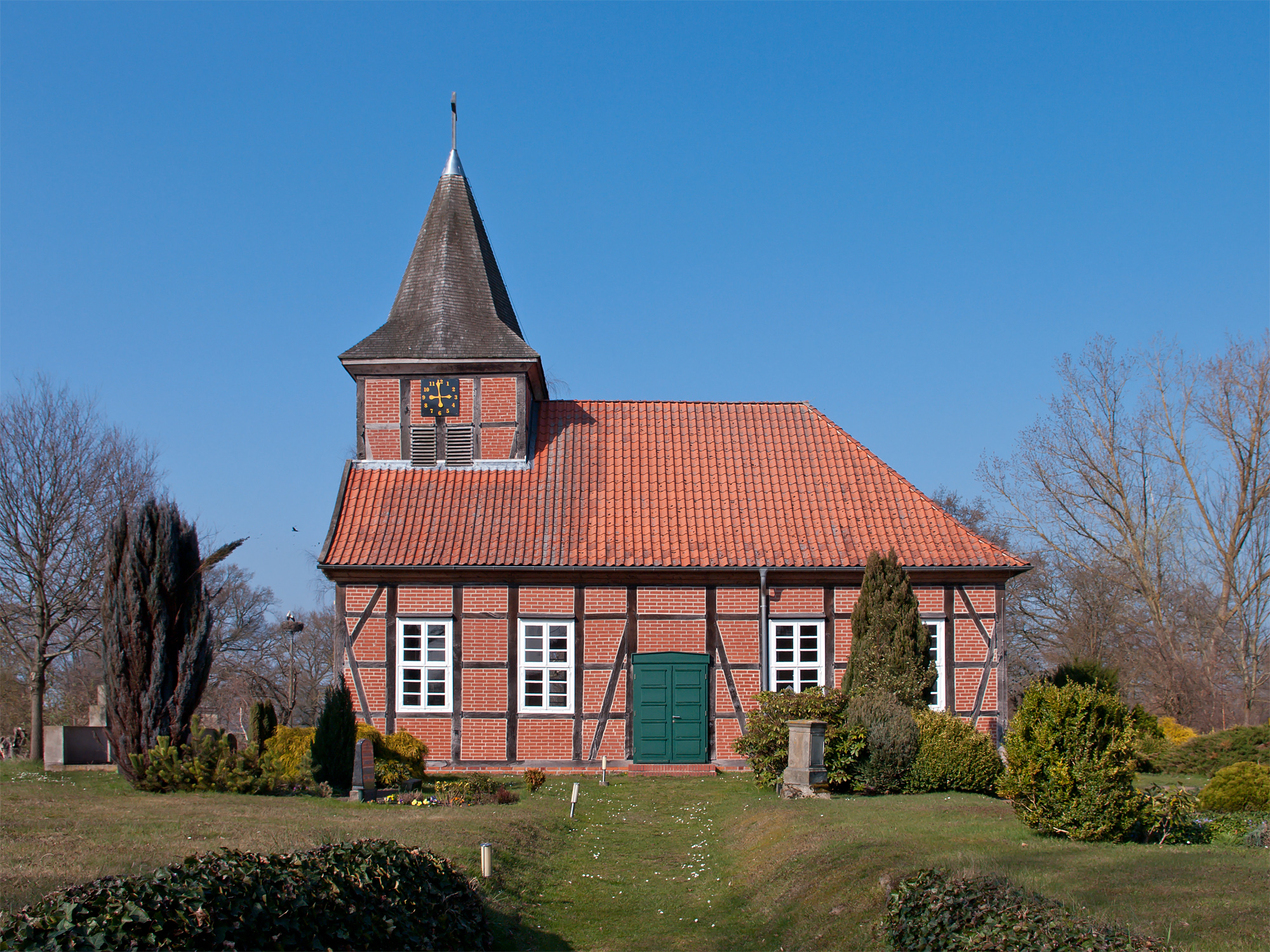
Bauernkapelle in Krusendorf
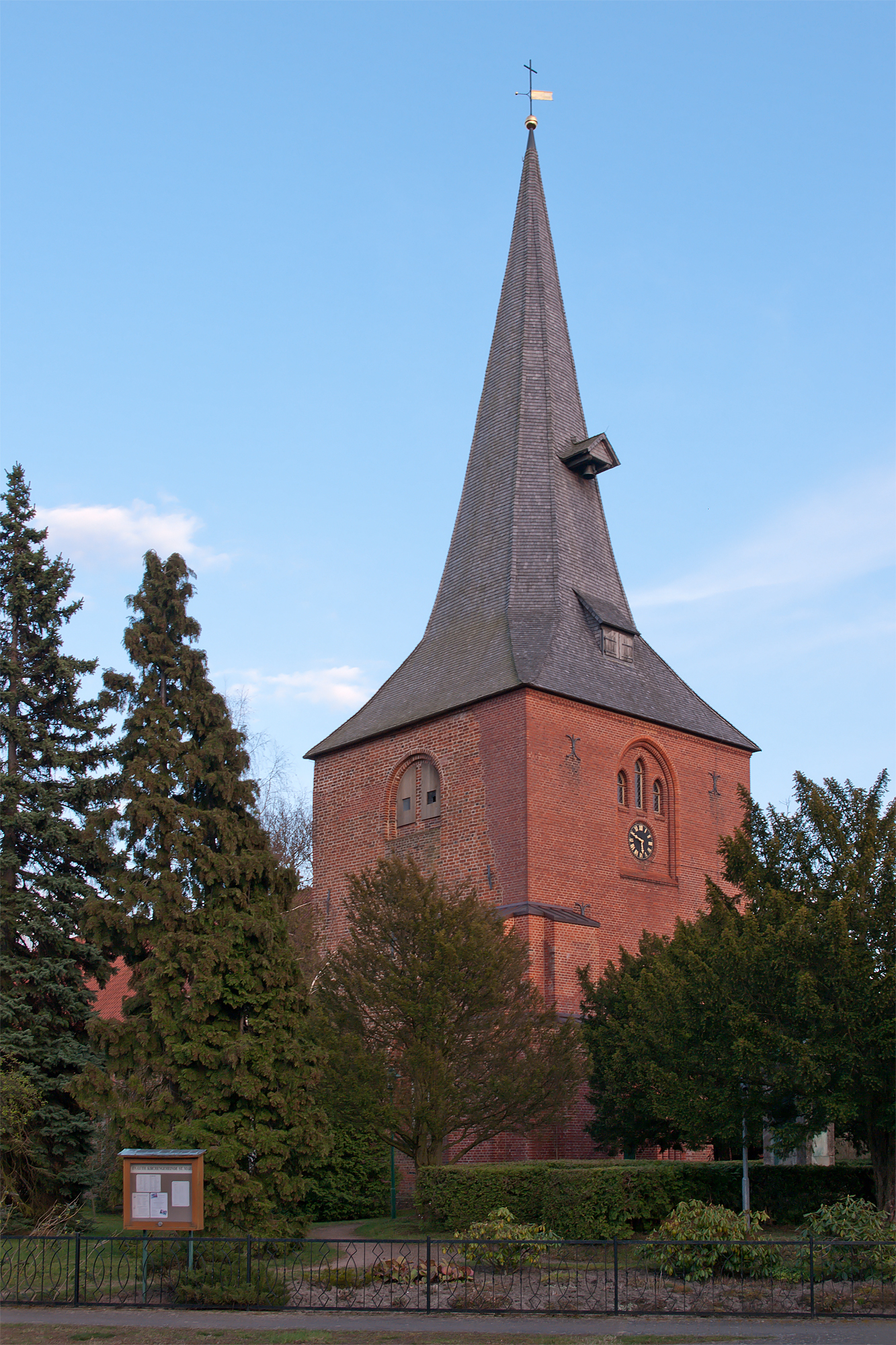
Kirche Stapel
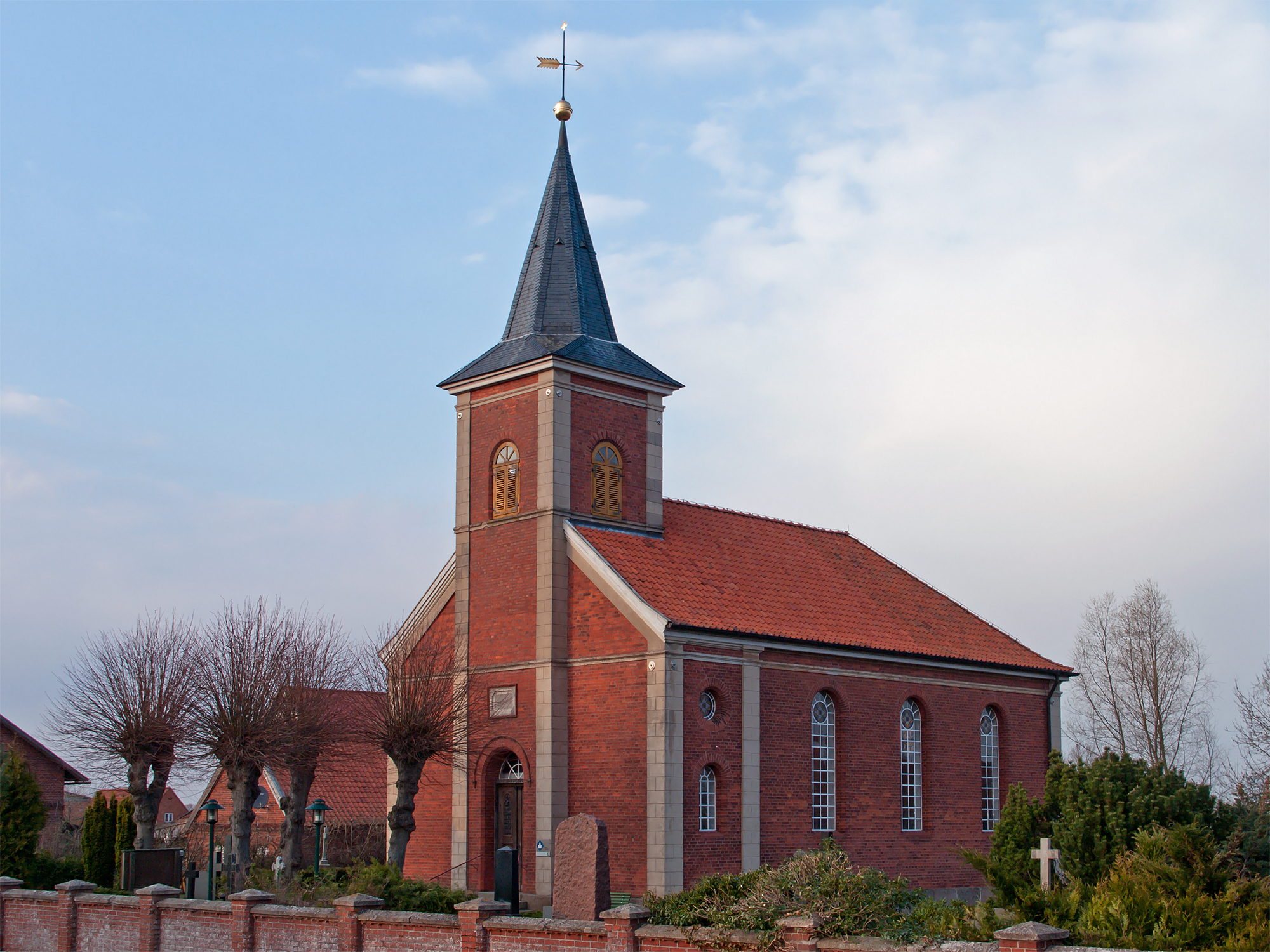
Marienkapelle in Stiepelse
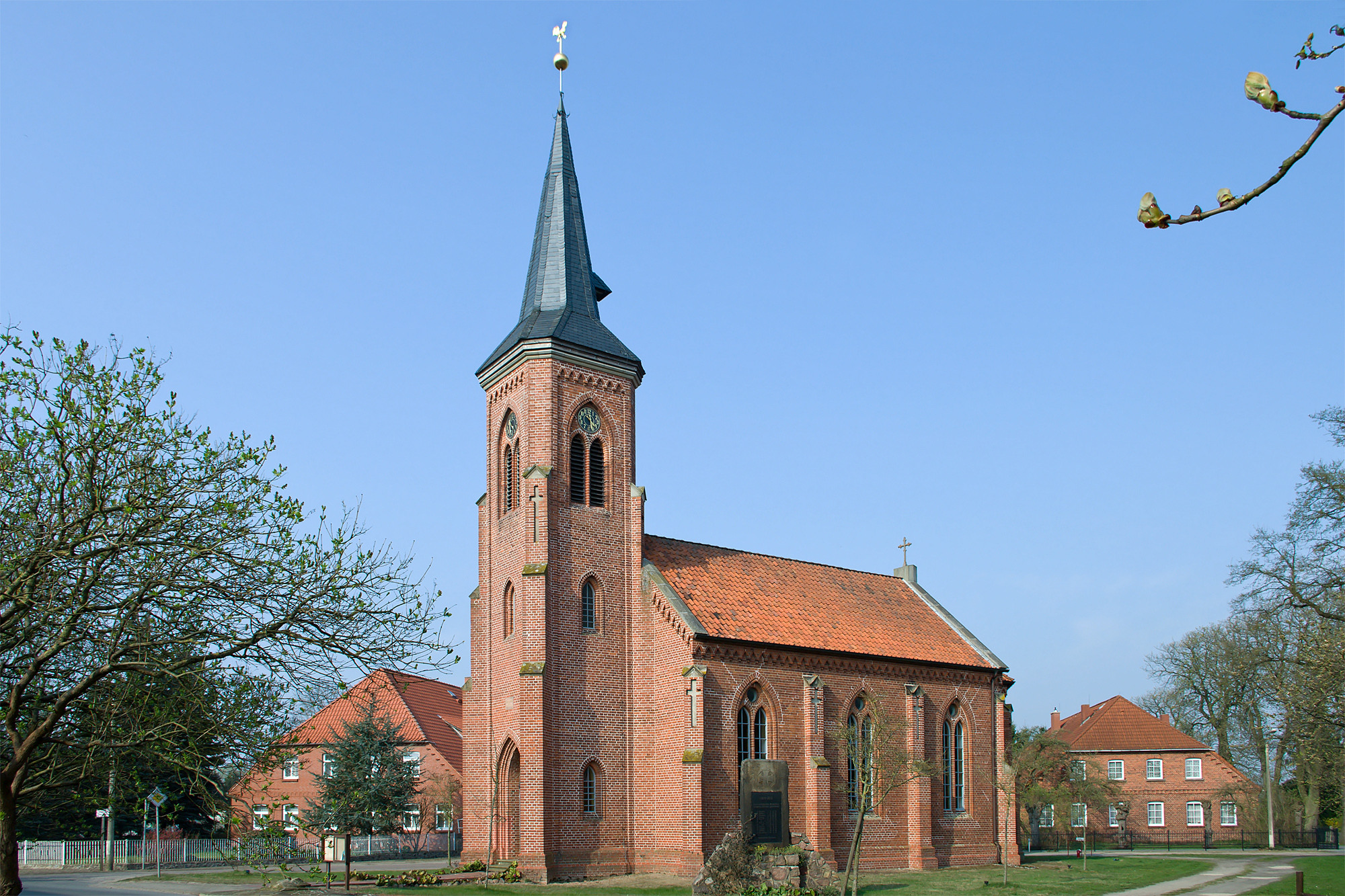
Kapelle Sückau
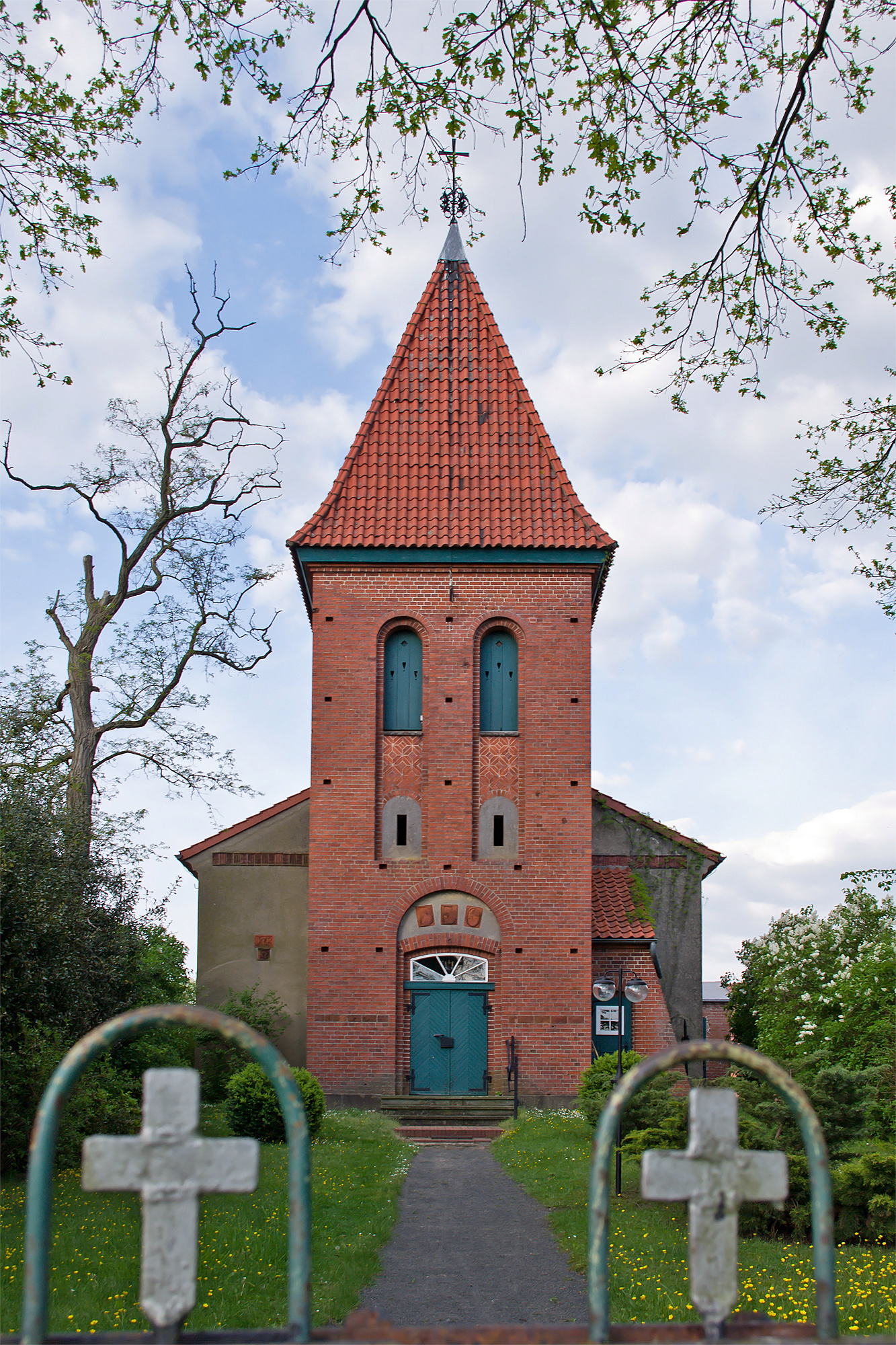
Kirche zu Wehningen

## Söhne und Töchter der Gemeinde
- Franz Julius Lütkens (1650–1712), evangelischer Theologe
- Wilhelm Dietrich Hermann Flebbe (1755–1837), Geheimer Kammerrat
- Carl Gravenhorst (1837–1913), Jurist und Reichstagsabgeordneter
- Wilhelm Süberling (1838–ca. 1906), Musiker und Musiklehrer
- Carl Peters (1856–1918), Publizist, Kolonialist und Afrikaforscher, Gründer Deutsch-Ost-Afrika
- Heinz Leidersdorf (1906–1943), Widerstandskämpfer gegen den Nationalsozialismus
- Werner Conze (1910–1986), Historiker
- Paul Dräger (* 1942), Klassischer Philologe, Übersetzer und Wissenschaftshistoriker
- Reinhard Borchert (* 1948), Sprinter
- Rainer Balhorn (1955–1970), Todesopfer an der innerdeutschen Grenze
- Till Backhaus (* 1959), SPD-Politiker
- Jürgen Schult (* 1960), Leichtathlet und Olympiasieger

## Sonstiges
- Der Rat der Gemeinde Amt Neuhaus hat in seiner Sitzung im Oktober 2008 die Ehrenbürgerschaft Otto Telschows (1876–1945; NSDAP-Mitglied, Gauleiter, Staatsrat und Reichsverteidigungskommissar) durch Beschluss aberkannt[13], obwohl die Gemeinde erst 1993 entstand und selbst noch keine Ehrenbürger ernannt hat. Telschow war Ehrenbürger im bis 1945 existierenden ehemaligen Amt Neuhaus.
- Eine Projektgruppe befasst sich seit 2008 mit einer möglichen Fusion der Stadt Bleckede, der Gemeinde Amt Neuhaus und den fünf Gemeinden der Samtgemeinde Dahlenburg zur neuen Stadt Elbe (Projektname). Diese Stadt hätte etwa 21.000 Einwohner auf einer Fläche von 532 km².
- Das Amt Neuhaus ist rechtlich Beitrittsgebiet, obwohl es in Niedersachsen liegt. Das bedeutet, dass für Personen, die dort leben bzw. arbeiten, z. B. die derzeit niedriger bewerteten Entgeltpunkte (Ost) in der Rentenversicherung angerechnet werden und auch die niedrigeren Hinzuverdienstgrenzen (Ost) gelten.[14] Hintergrund ist, dass der geschlossene Staatsvertrag zwischen Niedersachsen und Mecklenburg-Vorpommern nicht die Gebietsregelungen des Einigungsvertrags ändern kann, da jener als Bundesrecht höherrangig ist.